# ماكسين مكارثر
ماكسين مكارثر (بالإنجليزية: Maxine McArthur)‏ (1962)؛ روائية أسترالية.